# Wadgassen
Wadgassen is een gemeente in de Duitse deelstaat Saarland die deel uitmaakt van de Landkreis Saarlouis. Wadgassen telt 16.919 inwoners.

## Plaatsen in de gemeente Wadgassen
De gemeente bestaat uit de volgende zes Ortsteile (tussen haakjes het aantal inwoners per 1 januari 2017):
- Differten: 3.391
- Friedrichweiler: 923
- Hostenbach: 4.787
- Schaffhausen (Saar): 3.896
- Wadgassen (hoofdplaats), in het noorden van de gemeente: 3.883
- Werbeln: 1.218

De hoofdplaats Wadgassen (waar het gemeentehuis staat) wordt in Duitsland doorgaans, ook in officiële stukken, als Wadgassen (Ort) aangeduid.

## Geografie en infrastructuur

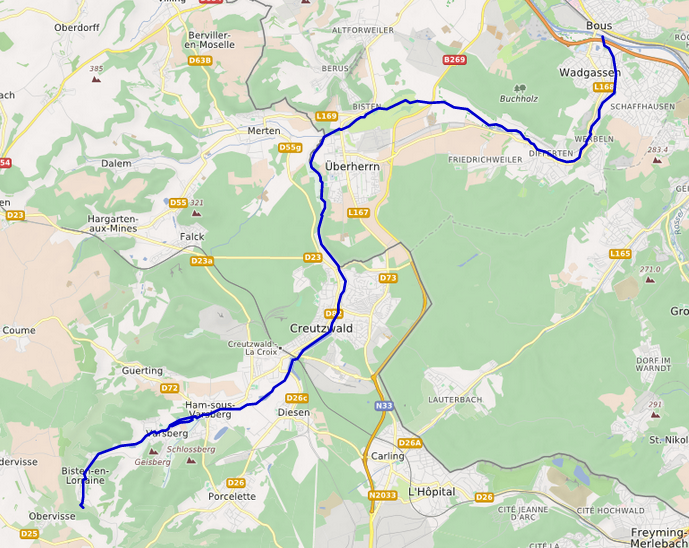
Stroomgebied van de Bist

De gemeente ligt circa 15 km ten westen van de stad Saarbrücken. De steden Saarlouis (noordwestwaarts) en Völklingen (oostwaarts) liggen beide op minder dan 10 km afstand van Wadgassen. De grens met Frankrijk ligt circa 8–12 km ten zuidwesten van de gemeente.
Bij Wadgassen (Ort) mondt de Bist genoemde, 25 km lange, zijrivier van de Saar in deze rivier uit. Het bovenstaande kaartje geeft ook een indicatie van ligging der diverse Ortsteile van de gemeente Wadgassen ten opzichte van elkaar. De Bist ontspringt in Bisten-en-Lorraine, Frankrijk, en stroomt via Creutzwald naar de Duits-Franse grens.
Door het noorden van de gemeente, langs de Saar, loopt de Autobahn A 620.
Wadgassen heeft sedert de Tweede Wereldoorlog geen spoorwegaansluiting meer. Het dichtstbijzijnde treinstation bevindt zich te Völklingen.

## Geschiedenis
In Wadgassen bevond zich van de 11e t/m de 18e eeuw een grote abdij van de premonstratenzers. Het dorp Schaffhausen is naar de behuizingen van de schaapherders van dit klooster genoemd.
Hostenbach bezat vanaf de 17e eeuw tot omstreeks 1932 grote steenkoolmijnen. Een voormalige stortberg van deze mijn is later bebost.

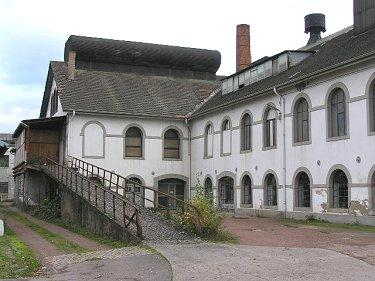
Cristallerie Villeroy + Boch, op het terrein van de v.m. abdij

In de gemeente was van 1843 tot 1986 een productielocatie van het glas- en keramiekproductenconcern Villeroy & Boch gevestigd. Vanaf 1883 was dit bedrijf in het nog bestaande gebouw Cristallerie gevestigd.

## Bezienswaardigheden
- Duits Krantenmuseum (Deutsches Zeitungsmuseum) in een van de van de oude abdij der premonstratenzers overgebleven gebouwen.
- Groot outlet-center om te winkelen
- Groot natuurzwembad aan de Saar

## Partnergemeente
Sedert 1979 bestaat een jumelage met Arques (Pas-de-Calais), Frankrijk.

## Afbeeldingen

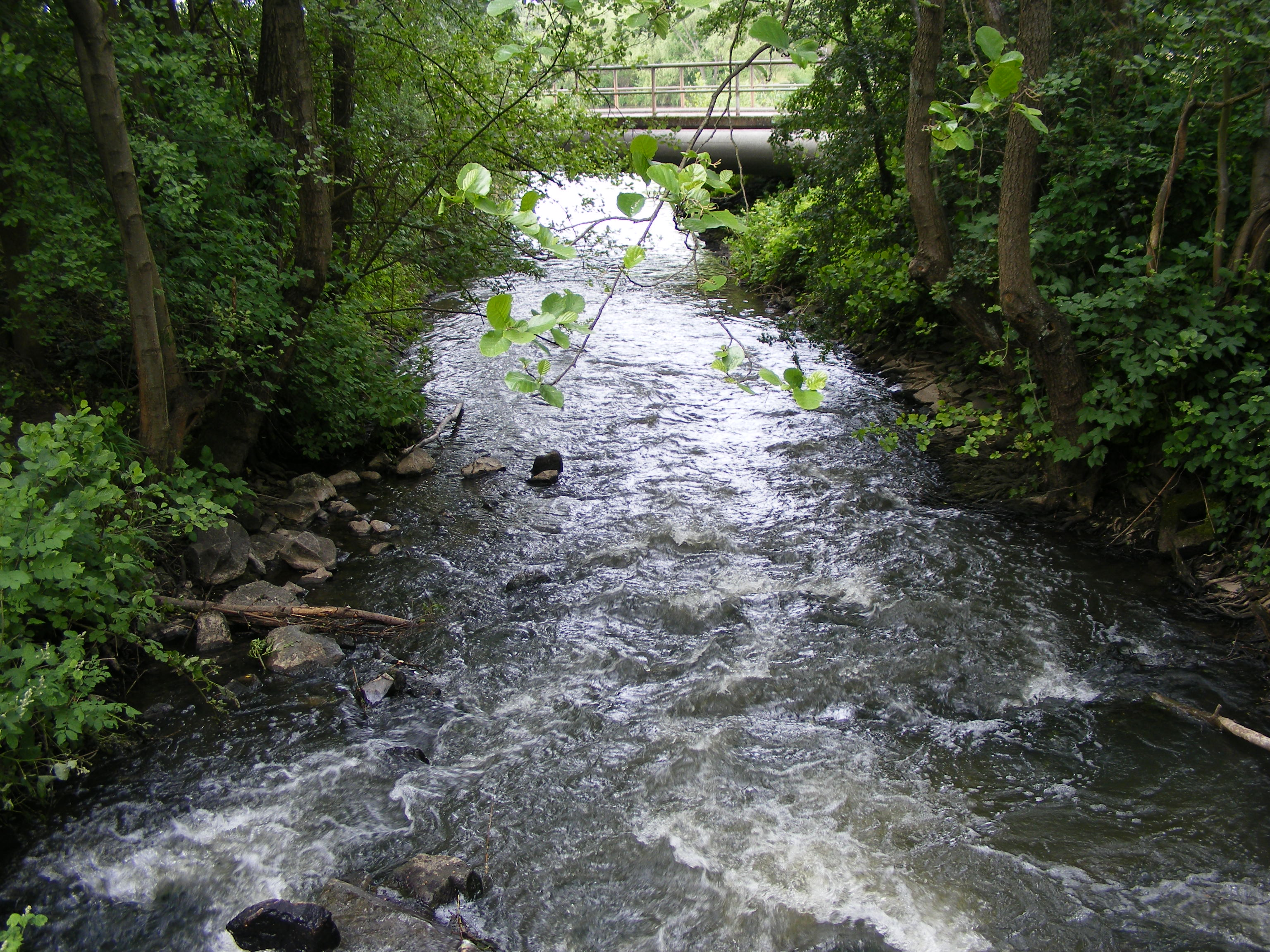
De Bist, nabij haar monding in de Saar, te Wadgassen
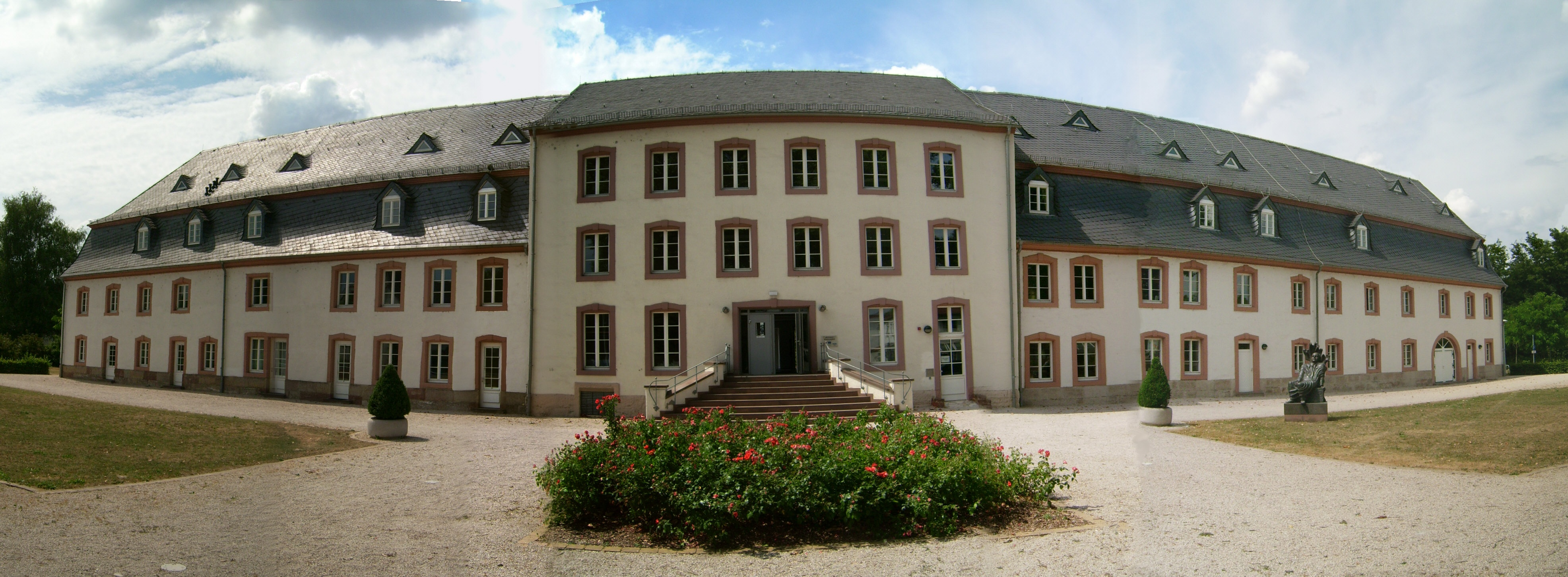
Deutsches Zeitungsmuseum
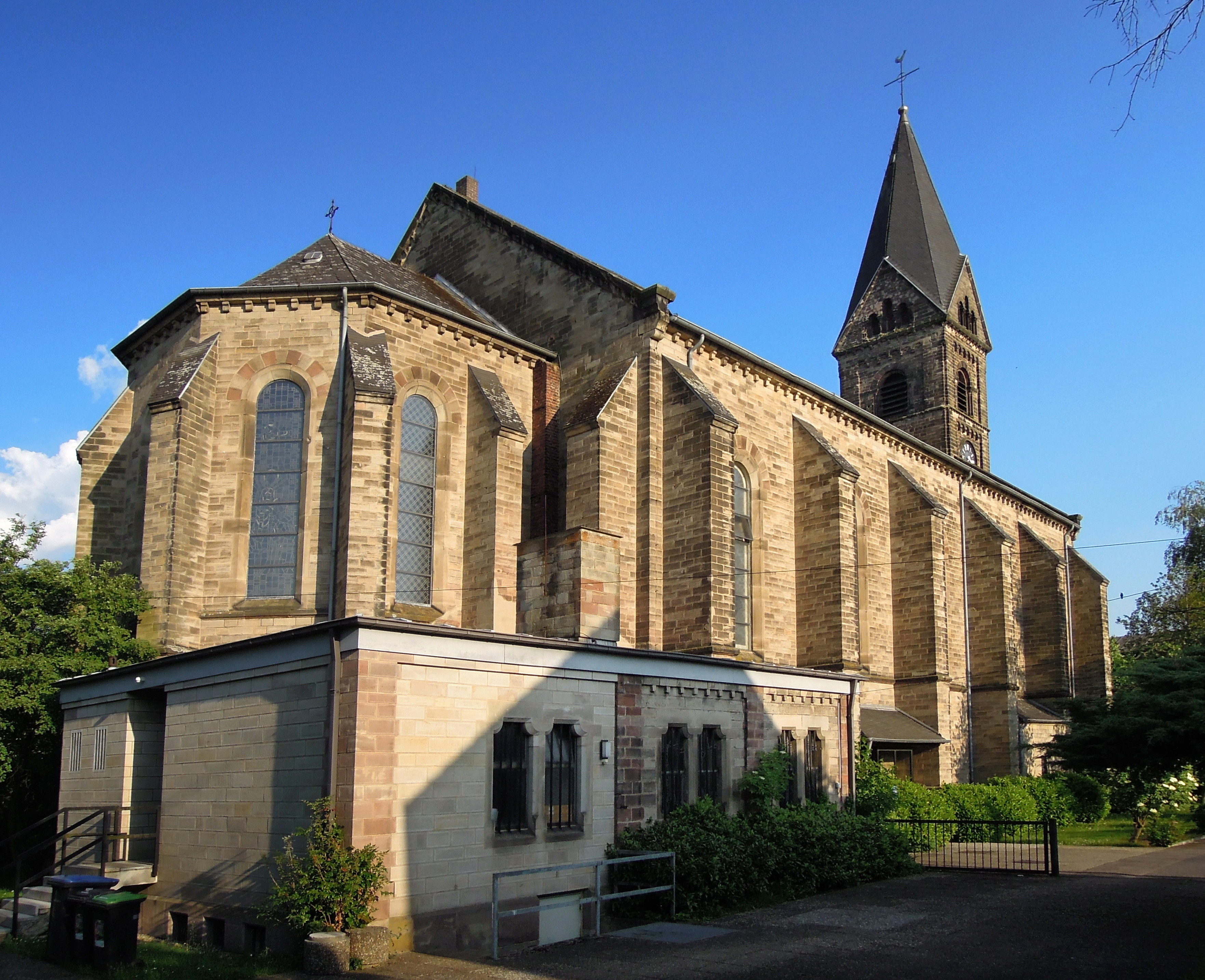
R.K. Mariae-Heimsuchung-kerk, Wadgassen-Ort (1882, neogotisch)
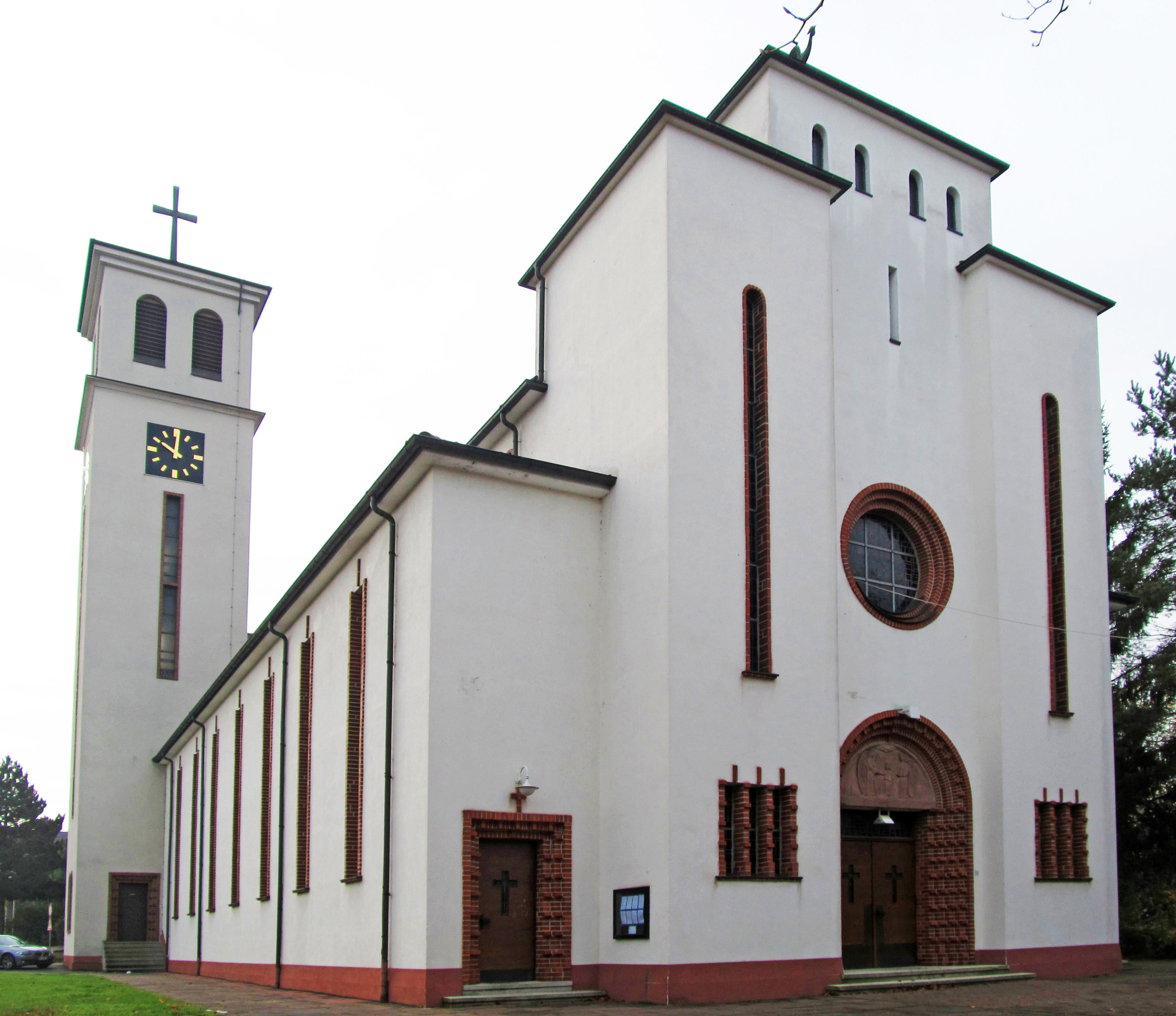
R.K. Schutzengelkirche, Schaffhausen (Saar) (1934; toren: 1954)

Bous ·
Dillingen/Saar ·
Ensdorf ·
Lebach ·
Nalbach ·
Rehlingen-Siersburg ·
Saarlouis (stad) ·
Saarwellingen ·
Schmelz ·
Schwalbach ·
Überherrn ·
Wadgassen ·
Wallerfangen